# دورگ
شهر دورگ (به انگلیسی: Durg) با جمعیت ۲۸۳٫۳۳۹ نفر در ایالت چتیسگر در کشور هند واقع شده‌است.